# Assassins (Film, 2011)
Assassins ist ein Porno-Spielfilm des Regisseurs Robby D. aus dem Jahr 2011. Der Film war bei den AVN Awards 2012 in der Kategorie „Bester Pornospielfilm“ nominiert.

## Handlung
Die schöne Jessie Jane ist die schwer fassbare Agentin, die für die verdeckteste Attentäteragentur der Welt arbeitet. Als mysteriöse Frau, die aus den richtigen Gründen entschlossen ist, sich schlecht zu benehmen, ist sie überzeugt, dass ihre brutalen Missionen den Gefährdeten helfen. Sobald sie sich mit dem scheinbar unschuldigen Bibi Jones zusammengetan hat, wird das Geschäft ungewöhnlich gefährlich, sodass sie befürchten müssen, es nicht lebend zu schaffen.

## Nominierungen
- 2012: AVN Award – Best Feature
- 2012: AVN Award – Best Three-Way Sex Scene (Jesse Jane, Bibi Jones, Manuel Ferrara)